# Pustynka (Karczyce)
Pustynka – przysiółek wsi Karczyce w Polsce, położony w województwie dolnośląskim, w powiecie średzkim, w gminie Kostomłoty.
W latach 1975–1998 przysiółek administracyjnie należał do województwa wrocławskiego.
Przed II wojną światową przysiółek nosił nazwę Wüstung.